# 京都府道20号網野久美浜線
京都府道20号網野久美浜線（きょうとふどう20ごう あみのくみはません）は、京都府京丹後市網野町郷を起点に京丹後市久美浜町永留に至る府道（主要地方道）である。

## 概要
網野町切畑・久美浜町長野間には、つづら道が続く。
1982年（昭和57年）10月、主要地方道20号網野久美浜線が認定
もともと京都府道20号は1954年（昭和29年）6月から1977年（昭和52年）3月まで主要地方道三田園部線で使われていた。

### 路線データ
- 起点：京丹後市網野町郷
- 終点：京丹後市久美浜町永留

## 歴史
- 1993年（平成5年）5月11日 - 建設省から、府道網野久美浜線が網野久美浜線として主要地方道に指定される[2]。

## 地理

### 通過する自治体
- 京丹後市

### 交差する道路
- 京都府道17号網野峰山線（京丹後市網野町郷、起点）
- 京都府道668号野中小天橋停車場線（京丹後市久美浜町丸山）
- 国道312号（京丹後市久美浜町永留、終点）

### 沿線にある施設など
- 京丹後市立郷土資料館
- 高岡神社
- こうりゅう虹保育園